# طيبة الاسم (حلب)
طيبة الاسم قرية سوريّة تتبع إداريّاً لمحافظة حلب منطقة دير حافر ناحية كويرس شرقي، بلغ تعداد سكانها 383 نسمة حسب التعداد السكاني لعام 2004.